# دولت‌آباد (کرمانشاه)
 دولت‌آباد (کرمانشاه)، روستایی از توابع بخش مرکزی شهرستان کرمانشاه در استان کرمانشاه ایران است.

## جمعیت
این روستا در دهستان میان‌دربند قرار دارد و بر اساس سرشماری مرکز آمار ایران در سال ۱۳۸۵ جمعیت روستا ۴۷ نفر (۱۱خانوار) بود.